# Armin Hadipur
Armin Hadipur –en persa, آرمین هادی‌پور– (nacido el 12 de agosto de 1994) es un deportista iraní que compite en taekwondo. Ganó dos medallas en el Campeonato Mundial de Taekwondo, en los años 2017 y 2019, y tres medallas en el Campeonato Asiático de Taekwondo entre los años 2016 y 2021.

## Palmarés internacional
| Campeonato Mundial  | Campeonato Mundial           | Campeonato Mundial | Campeonato Mundial |
| Año                 | Lugar                        | Medalla            | Categoría          |
| ------------------- | ---------------------------- | ------------------ | ------------------ |
| 2017                | Muju (Corea del Sur)         | Medalla de plata   | –54 kg             |
| 2019                | Mánchester (Reino Unido)     | Medalla de bronce  | –54 kg             |
| Campeonato Asiático |                              |                    |                    |
| Año                 | Lugar                        | Medalla            | Categoría          |
| 2016                | Pásay (Filipinas)            | Medalla de oro     | –54 kg             |
| 2018                | Ciudad Ho Chi Minh (Vietnam) | Medalla de bronce  | –54 kg             |
| 2021                | Beirut (Líbano)              | Medalla de bronce  | –58 kg             |